# Ione Skye
Pour les articles homonymes, voir Skye.
Ione Skye, de son vrai nom Ione Skye Leitch, est une actrice américaine née britannique le 4 septembre 1970 à Hertfordshire (Royaume-Uni).
Elle est la fille du chanteur Donovan.

## Biographie
Elle est la fille du chanteur écossais Donovan (musicien) et du mannequin Enid Karl, née Enid Stulberger.

## Filmographie
- 1986 : Le Fleuve de la mort (River's Edge) : Clarissa
- 1987 : Stranded : Deirdre Clark
- 1987 : Napoleon and Josephine: A Love Story (feuilleton TV) : Pauline Bonaparte
- 1988 : Jimmy Reardon : Denise Hunter
- 1989 : Un monde pour nous (Say Anything...) : Diane Court
- 1989 : The Rachel Papers : Rachel Noyce
- 1990 : Mindwalk : Kit Hoffman
- 1991 : It's Called the Sugar Plum (téléfilm) : Joanna Dibble
- 1992 : Wayne's World : Elyse
- 1992 : Gas, Food Lodging : Trudi
- 1992 : Covington Cross ("Covington Cross") (série télévisée) : Eleanor Grey
- 1992 : Le Démon des armes (Guncrazy) : Joy
- 1992 : Samantha (en) : Elaine
- 1994 : Cityscrapes: Los Angeles : Young Woman
- 1994 : The Color of Evening : Halys Smith
- 1994 : Girls in Prison (téléfilm) : Carol Madison
- 1995 : Groom Service (Four Rooms) : Eva (segment "The Missing Ingredient")
- 1996 : The Size of Watermelons : Maggie
- 1996 : Rêve pour une insomniaque (Dream for an Insomniac) : Frankie
- 1997 : The Perfect Mother (téléfilm) : Kathryn M. Podaras
- 1997 : Pour une nuit (One Night Stand) : Jenny
- 1998 : La Tour secrète (I Guardiani del cielo) (téléfilm) : Diane Shannon
- 1998 : Went to Coney Island on a Mission from God... Be Back by Five : Gabby
- 1999 : Jump : Stephanie
- 1999 : Mascara : Rebecca
- 1999 : But I'm a Cheerleader : Kelly
- 2000 : The Good Doctor : Nadia Wickham
- 2000 : Men Make Women Crazy Theory
- 2000 : Moonglow
- 2001 : Angryman
- 2001 : Free : Catherine
- 2001 : Southlander : Miss Highrise
- 2001 : Chicken Night : Mama
- 2003 : Dry Cycle : Jolynn
- 2004 : The Clinic (téléfilm) : Emma Matthews
- 2004 : Back When We Were Grownups (téléfilm) : Minerva "Min" Foo
- 2005 : Terrain d'entente (Fever Pitch) : Molly
- 2006 : The Lather Effects : Zooey
- 2006 : 12 Hours to Live (téléfilm) : Megan Saunders
- 2007 : Zodiac : Kathleen Johns, la conductrice avec un bébé
- 2009 : Un milliardaire à New York (My Father's Will) : Diana Mancini
- 2010 : Sauvez le Père Noël ! (The Santa Incident) (téléfilm) : Joanna
- 2014 : Return to Babylon : Virginia Rappe
- 2014 : Adolescence tourmentée (High School Possession) (Téléfilm) : Bonnie Mitchell
- 2025 : Anaconda de Tom Gormican : Malie McCallister